# ورخنه‌لاچنتاو
ورخنه‌لاچنتاو (انگلیسی: Verkhnelachentau) یک شهرک در شهرستان بیرسکی باشقیرستان کشور روسیه است.